# 民主運動 (フランス)

旧ロゴ

民主運動（みんしゅうんどう、フランス語: Mouvement Démocrate, MoDem）は、フランスの政党。自由主義・親欧州主義（Pro-European）の中道派政党。

## 概説
2007年フランス大統領選挙にフランス民主連合から立候補したフランソワ・バイルが、選挙後の2007年5月に結成した。党名に関しては、当初は民主党 (Parti Démocrate) を名乗る予定であったが、同名の政治団体が存在していたため、民主運動に落ち着いた。
バイルは、大統領選挙の第1回投票でニコラ・サルコジとセゴレーヌ・ロワイヤルに飽き足りない中間層から支持され、682万119票 (18.57 %) を獲得し3位につけた。中道志向を強めたバイルは、4月25日決選投票ではサルコジ、ロワイヤルの両候補、いずれも支持をしないことを表明したが、多くのフランス民主連合議員は国民運動連合候補のサルコジの支持に回り、選挙後に多くの議員が国民運動連合に流れることとなった。バイルは、自分を支持する5名の議員とともに中道新党の結成に動いた。
フランス民主連合幹部と議員の多くは、この中道新党の結成に反対し、ジャン＝ルイ・ブーランジェをのぞき5月10日のフランス民主連合総会を欠席、5月18日に構想が発表された別の新党欧州社会自由党を結成する。
民主運動は、2007年国民議会議員選挙（6月10日、17日投票）で、577選挙区（定員1名）のうち、535人の候補者を擁立した。国民議会議員選挙は、2回投票制で、第1回投票で過半数に達する候補がいない場合、登録有権者数の 12.5 % 以上を得票した候補者が決選投票へと進出する権利を得る。6月10日の第1回投票で、民主運動はフランス全土で198万1107票 (7.61%) を獲得したものの、左右両勢力の対決のなかに埋没し決選投票に残った候補は6名に過ぎず、最終的に当選を果たしたのはバイル党首を含む3名だけで、ナポレオン家の末裔シャルル・ナポレオンを含め候補者の大半が及ばなかった。

## 獲得議席
| 実施年 | 第1回投票 | 第1回投票 | 決選投票  | 決選投票 | 議席数   | 増減     | 地位                           |
| 実施年 | 得票数    | %         | 得票数    | %        | 議席数   | 増減     | 地位                           |
| ------ | --------- | --------- | --------- | -------- | -------- | -------- | ------------------------------ |
| 2007   | 1,981,107 | 7.61      | 100,115   | 0.49     | 3 / 577  | 増減なし | 野党                           |
| 2012   | 458,098   | 1.77      | 113,196   | 0.49     | 2 / 577  | 1        | 野党                           |
| 2017   | 932,227   | 4.12      | 1,100,656 | 6.06     | 42 / 577 | 40       | 与党（共和国前進へ協力・連携） |